# فلسطين (أغنية)
أغنية فلسطين هي قصيدة من تأليف الشاعر علي محمود طه، ولحنها محمد عبد الوهاب، وغناها عام 1948.

## قصة الأغنية
كان إعلان قيام دولة إسرائيل على أرض فلسطين عام 1948 حدثا تاريخياً في تاريخ الإسلام، والعرب، فلأول مرة منذ سقوط الأندلس عام 1492 تخرج أرض من سيطرة المسلمين، ويطرد أهلها، وأمام هذا حدث كبير كهذا قدم الشاعر المصري الكبير علي محمود طه قصيدته التي يقول يبدأها بقوله:
قام الموسيقار الشهير محمد عبد الوهاب بتلحين هذه القصيدة ثم غناها عام 1948، وقد لحنها عبد الوهاب بلحن عربي، وبذلك فإن ألحانه ذات الطابع الغربي هي جزء من ألحانه وليس كلها، وقد استخدم عبد الوهاب الدفوف في أكثر من مرة خلال الأغنية لتحقيق جو من الحماس في الأغنية، وقد بدأها في البيت الذي يقول:
وعندما نستعيد بالذاكرة حرب 1948 لا نكاد نجد أغنية تواجه ذلك الحدث من مطربي ذلك العهد باستثناء هذه الأغنية، وهذا يثبت أن أغاني عبد الوهاب الوطنية بعد الثورة عام 1952 كان تعبيراً عن الأحداث الكبيرة التي عاصرتها الدول العربية، والقول بأنه كان يغني هذه الأغاني من باب النفاق للنظام الحاكم فيه قدر من التجني.

## كلمات
أخي جاوزالظالمون المدى فحق الجهاد وحق الفدا
انتركهم يغصبون العروبة مجد الابوة والسؤددا
وليسوا بغير صليل السيوف يجيبون صوتا لنا أو صدى
فجرد حُسامك من غمده فليس له بعدُ أن يغمدا
أخي أيها العربي الأبيُ أرى اليوم موعدنا للغدا
أخي اقبل الشرق في امة ترد الضلال وتحي الهدى
صبرنا على غدرهم قادرين وكنَا لهم قدرا مرصدا
طلعنا عليهم طلوع المنون فصاروا هباءا وصاروا سدى
أخي قم إلى قبلة المشرقين لنحمي الكنيسة والمسجدا
أخي إن جرى في ثراها دمي وأطبقت فوق حصاها اليدا
ففتش على مهجةٍ حرةٍ أبت أن يمرعليها العدا
وقبِل شهيداً على ارضها دعا باسمها الله واستشهدا
فلسطين يفدي حماكي الشباب وجنَ الفدائيُ والمقتدى
فلسطين تحميك منَا الصدورفإما الحياةُ وإما الردى